# جان فيليب فور
جان فيليب فور (17 نوفمبر 1966 في فرنسا - ) (بالفرنسية: Jean-Philippe Faure)‏ هو مدرب كرة قدم ولاعب كرة قدم فرنسي في مركز الوسط. لعب مع نادي إيفيان ونادي تروا ونادي سيدان ونادي نيور ونادي سكاربورو وأولمبيك أليس ولو بوي فوت 43 أوفيرني ‏ وOlympique Thonon Chablais ‏.

## وصلات خارجية
- جان فيليب فور على موقع قاعدة بيانات كرة القدم.إي يو (الإنجليزية)
- جان فيليب فور على موقع Soccerbase.com (لاعب) (الإنجليزية)
- جان فيليب فور على موقع عالم كرة القدم.نت (الإنجليزية)